# Las palabras y la tormenta
Las palabras y la tormenta es el título del álbum de la banda uruguaya La Teja Pride, grabado en 2012, en Montevideo.
En el disco se esuchan las voces de Davich y Barragan con las de Lys Gainza, Maite Gadea, Lorena Nader, Santi Flow y Sapo Gamboa.
Tienen video las canciones Vámonos y Juega sola, con imágenes de la banda y diferentes lugares de Montevideo. El jueves 13 y viernes 14 de septiembre de 2012, La Teja Pride presentó su disco Las Palabras y la Tormenta en vivo en el Subte Municipal, en Montevideo.

## Lista de canciones
Todos los temas compuestos por La Teja Pride excepto donde se indica:

| Las Palabras y la tormenta |                                |          |  |
| N.º                        | Título                         | Duración |  |
| 1.                         | «Contacto»                     |          |  |
| 2.                         | «La Jauría (con Maité Gadea)»  |          |  |
| 3.                         | «Hora de Andar»                |          |  |
| 4.                         | «Un Minuto»                    |          |  |
| 5.                         | «Días Azules (con Lys Gainza)» |          |  |
| 6.                         | «Palabras Tirelli»             |          |  |
| 7.                         | «Rompiendo Silencios»          |          |  |
| 8.                         | «Juega Sola»                   |          |  |
| 9.                         | «La Ruta de la Langosta»       |          |  |
| 10.                        | «Quiere Volver (con Santi)»    |          |  |
| 11.                        | «Baile demonio»                |          |  |
| 12.                        | «Vamonos (con Sapo Gamboa)»    |          |  |

## Premios
La Teja Pride recibió el Premio Graffiti al mejor álbum de hip hop en 2013.